# مدرسة إلف الأيسلندية
مدرسة إلف الأيسلندية (في الأيسلندية: Álfaskólinn)، هي منظمة تقع في ريكيافيك، أيسلندا، التي تقدم محاضرات وجولات إرشادية حول الفولكلور الأيسلندي. وتُعلِّم المنظمة عن الأشخاص المخفيين، و13 نوعاً مختلفاً من الجان التي تعتقد المنظمة بأنها تعيش في بلد آيسلندا.
ووفقا لمدير المنظمة، فإنّ الأشخاص المختبئين «هم فقط بنفس الحجم ويبدون تماماً كالبشر، والفرق الوحيد هو أنهم غير مرئيين لمعظمنا. ومن ناحية أخرى، فأن الجان ليسوا بشريين بالكامل، بل هم بشريون، ويبدؤون بطول من حوالي ثمانية سنتيمترات.» ويترأس المنظمة ماغنوس سكارفيدنسون. ولدى ماغنوس منهج دراسي كامل، وبرامج شهادات للزوار والتي يمكن اكتسابها في أقل من نصف يوم. ومع ذلك، تنشر المنظمة أيضا نصوصا عن الأشخاص المخفيين، جزئيا لاستخدامها الخاص في الفصل الدراسي.
وينظم ماغنوس رحلات تعليمية لمدة خمس ساعات للزوار، ينهي الجولة بالقهوة والفطائر. ومنذ افتتاحها عام 1991، حضر المنظمة أكثر من 9000 شخص، ومعظمهم من الأجانب، كما يوفر الفاشيكلين أيضا "قراءات هالة" و"استكشاف الحياة الماضية